# Owczary (Machowinko)
Owczary (kaszb. Òwczarë, Stôrô Széperëjô lub Stôrô Òwczarniô, niem. Alte Schäferei) – część wsi Machowinko w Polsce, położona w województwie pomorskim, w powiecie słupskim, w gminie Ustka. Wchodzą w skład sołectwa Machowinko.
W latach 1975–1998 Owczary administracyjnie należały do województwa słupskiego.

## Nazwa
Polska nazwa Owczary jest kalką drugiego członu nazwy niemieckiej Alte Schäferei, złożonej z dwóch elementów: przymiotnika alt „stary” i rzeczownika Schäferei „owczarnia”. 
Rada Języka Kaszubskiego proponuje kaszubską formę nazwy Òwczarë.